# Lijst van voetbalinterlands Rwanda - Zambia
Deze lijst van voetbalinterlands is een overzicht van alle officiële voetbalwedstrijden tussen de nationale teams van Rwanda en Zambia. De landen hebben tot op heden acht keer tegen elkaar gespeeld. De eerste ontmoeting, een vriendschappelijke wedstrijd, vond plaats op 29 oktober 2000 in Lusaka. Het laatste duel, eveneens een vriendschappelijke wedstrijd, werd gespeeld in de Zambiaanse hoofdstad op 29 maart 2015.

## Wedstrijden
| № | Plaats        | Datum            | Competitie           | Wedstrijd       | Uitslag |
| - | ------------- | ---------------- | -------------------- | --------------- | ------- |
| 1 | Lusaka        | 29 oktober 2000  | Vriendschappelijk    | Zambia − Rwanda | 0 − 2   |
| 2 | Kigali        | 22 maart 2003    | Vriendschappelijk    | Rwanda − Zambia | 1 − 1   |
| 3 | Kigali        | 24 maart 2003    | Vriendschappelijk    | Rwanda − Zambia | 0 − 3   |
| 4 | Kitwe         | 28 augustus 2004 | Vriendschappelijk    | Zambia − Rwanda | 2 − 1   |
| 5 | Addis Abeba   | 8 december 2006  | CECAFA Cup 2006      | Zambia − Rwanda | 1 − 0   |
| 6 | Chililabombwe | 6 juni 2009      | WK 2010 kwalificatie | Zambia −Rwanda  | 1 − 0   |
| 7 | Kigali        | 14 november 2009 | WK 2010 kwalificatie | Rwanda − Zambia | 0 − 0   |
| 8 | Lusaka        | 29 maart 2015    | Vriendschappelijk    | Zambia − Rwanda | 2 − 0   |

## Samenvatting
| Competitie        | Totaal gespeeld | Winst Rwanda | Gelijk | Winst Zambia | Doelsaldo Rwanda – Zambia |
| ----------------- | --------------- | ------------ | ------ | ------------ | ------------------------- |
| WK-kwalificatie   | 2               | 0            | 1      | 1            | 0 − 1                     |
| CECAFA Cup        | 1               | 0            | 0      | 1            | 0 − 1                     |
| Vriendschappelijk | 5               | 1            | 1      | 3            | 4 − 8                     |
| Totaal            | 8               | 1            | 2      | 5            | 4 − 10                    |

FERWAFA · Rwandees vrouwenelftal
1976 – 1989 · 
1990 – 1999 · 
2000 – 2009 · 
2010 – 2019 ·
2020 − 2029
Algerije ·
Angola ·
Benin ·
Botswana ·
Burundi ·
Centraal-Afrikaanse Republiek ·
Congo-Brazzaville ·
Congo-Kinshasa ·
Djibouti ·
Egypte ·
Equatoriaal-Guinea ·
Eritrea ·
Ethiopië ·
Gabon ·
Ghana ·
Guinee ·
Ivoorkust ·
Kaapverdië ·
Kameroen ·
Kenia ·
Lesotho ·
Liberia ·
Libië ·
Madagaskar ·
Malawi ·
Mali ·
Marokko ·
Mauritanië ·
Mauritius ·
Mozambique ·
Namibië ·
Nigeria ·
Oeganda ·
Senegal ·
Seychellen ·
Soedan ·
Somalië ·
Tanzania ·
Togo ·
Tunesië ·
Zambia ·
Zimbabwe ·
Zuid-Afrika ·
Zuid-Soedan
FAZ · 
A-internationals · 
Selecties · 
Statistieken · 
Zambiaans vrouwenelftal · 
Olympisch elftal · 
Zambia U21 · 
Zambia U20 · 
Zambia U18 · 
Zambia U17
1964 – 1979 ·
1980 – 1989 ·
1990 – 1999 ·
2000 – 2009 ·
2010 – 2019 ·
2020 − 2029
1964 ·
1965 ·
1966 ·
1967 ·
1968 ·
1969 ·
1970 ·
1971 ·
1972 ·
1973 ·
1974 ·
1975 ·
1976 ·
1977 ·
1978 ·
1979 ·
1980 ·
1981 ·
1982 ·
1983 ·
1984 ·
1985 ·
1986 ·
1987 ·
1988 ·
1989 ·
1990 ·
1991 ·
1992 ·
1993 ·
1994 ·
1995 ·
1996 ·
1997 ·
1998 ·
1999 ·
2000 ·
2001 ·
2002 ·
2003 ·
2004 ·
2005 ·
2006 ·
2007 ·
2008 ·
2009 ·
2010 ·
2011 ·
2012 ·
2013 ·
2014 ·
2015 ·
2016 ·
2017 ·
2018 ·
2019 ·
2020 ·
2021 ·
2022
Algerije · 
Angola ·
België ·
Benin ·
Botswana ·
Brazilië ·
Burkina Faso ·
Burundi ·
Chili ·
China ·
Comoren ·
Congo-Brazzaville ·
Congo-Kinshasa ·
Djibouti ·
Ecuador ·
Egypte ·
Equatoriaal-Guinea ·
Ethiopië ·
Gabon ·
Gambia ·
Ghana ·
Guinee ·
Guinee-Bissau ·
Honduras ·
India ·
Irak ·
Iran ·
Israël ·
Ivoorkust ·
Jamaica ·
Japan ·
Jemen ·
Jordanië ·
Kaapverdië ·
Kameroen ·
Kenia ·
Koeweit ·
Lesotho ·
Liberia ·
Libië ·
Madagaskar ·
Malawi ·
Mali ·
Marokko ·
Mauritanië ·
Mauritius ·
Mozambique ·
Namibië ·
Niger ·
Nigeria ·
Noord-Korea ·
Oeganda ·
Oman ·
Rwanda ·
Saoedi-Arabië ·
Senegal ·
Seychellen ·
Sierra Leone ·
Soedan ·
Somalië ·
Swaziland ·
Tanzania ·
Togo ·
Tsjaad ·
Tunesië ·
Zimbabwe ·
Zuid-Afrika ·
Zuid-Korea
Ivoorkust (2012)